# エジプト新王国
エジプト新王国（エジプトしんおうこく、紀元前1570年頃 - 紀元前1070年頃）は、古代エジプト史における時代区分。エジプト第18王朝の王イアフメス1世が第15王朝（ヒクソス）を滅ぼしてエジプトを再統一してからの時代が新王国に分類されている。古代エジプト文明が最も栄えた時代であり、この時代に建てられた無数の記念建造物、文化遺産は現在に至ってもエジプトに数多く残されている。

## 概略

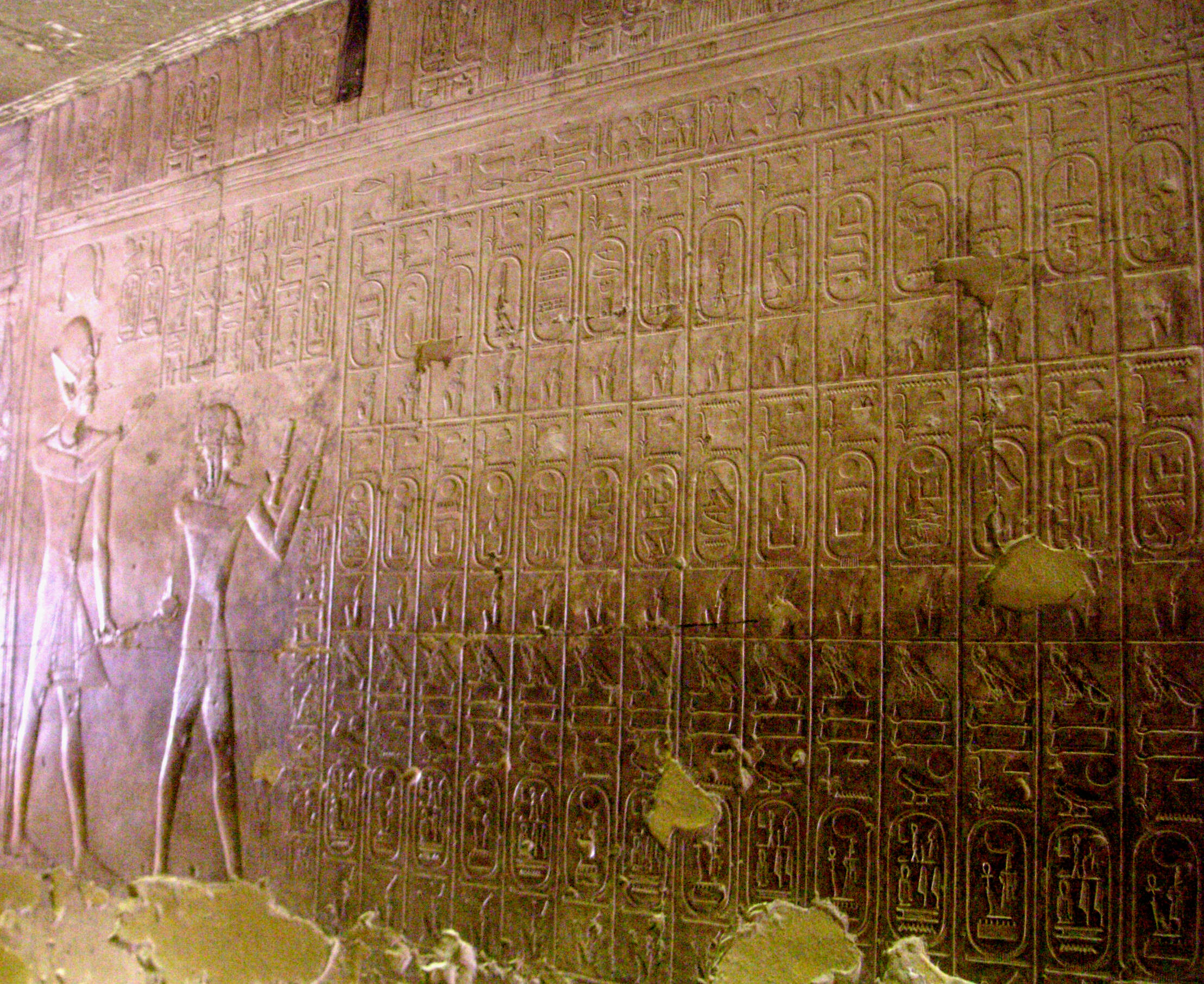
アビュドス王名表。歴代王の「公式」の一覧。

第2中間期に下エジプト（ナイル川三角州地帯）を中心に支配を広げていたヒクソス（第15王朝）を、テーベ（古代エジプト語：ネウト、現在のルクソール）の政権（第17王朝）が、セケンエンラー、カーメス、そしてイアフメス1世の三代に渡る戦いの末に駆逐し、エジプトを再統一した。第17王朝と第18王朝は連続した政権であるが、エジプト統一という点を重視し、イアフメス1世以後は第18王朝とされる。
イアフメス1世とその後継者達は上下エジプトのみならず近隣のシリア、ヌビア地方へ大幅に領土を拡大し、エジプトはオリエント世界最大の国家の一つとして君臨するに至った。トトメス3世に代表される歴代王達の征服活動は目覚ましく、広大な征服地とともに膨大な戦利品がエジプトへ流れ込み、エジプトは空前の繁栄の時代を迎えた。
歴代の王達は遠征の後に、国家神であるアメンに戦勝を謝するため、テーベにあるアメン神殿に多数の寄進を行うのが慣例となっていた。やがてアメン神殿はエジプトにおいて比類無い有力勢力となり、アメン神官団の動向は時として王位すら左右するようになった。第18王朝半ば頃になるとこうした神殿勢力の強大化に懸念を抱いた王達は、人事面における介入や他の神殿とのバランスをとる政策を中心として、アメン神官団の勢力をそぎ落としにかかった。こうして比較的アメン神官団を統御することが可能となったアメンヘテプ3世の時代には、圧倒的な王権を背景に数多くの巨大建築が残された。
アメンヘテプ3世に続くアメンホテプ4世は更に進んでアメン信仰を排し、アテン神を唯一信仰するという新たな宗教改革（アマルナ革命）に乗り出した。王はアテン信仰を盛り上げるべく、王名をアクエンアテンと変更し、首都を新たにアケトアテンへと遷した。新しく筆記語として当時の口語（新エジプト語）が採用された。そしてアマルナ美術と呼ばれる新たな美術様式が生み出され、アテン神の図像表現も定まった。しかしアテン信仰は王とその側近以外にはほとんど広まらず、アクエンアテンの死後再びアメン信仰が国家祭儀の中心となった。
アクエンアテンの後は王位継承が混乱し、軍人出身の王が続いた後第18王朝最後の王ホルエムヘブから後継者に指名された宰相ラムセス1世が即位して第19王朝が始まった。第19王朝においても新王国の繁栄は受け継がれ、セティ1世、そしてラムセス2世はその威信を示す巨大建造物を多数残している。特にラムセス2世は古代エジプト最大の王とも言われ、60年を超える彼の治世はエジプトが最も繁栄した時代と解される。
その後興った第20王朝の王ラムセス3世の治世を最後に、新王国の王権は急速に衰退し始め、逆に勢力をのばしたテーベのアメン神官団が事実上の国家を樹立して上エジプトに支配を広げ、エジプトの統一は再び失われた。下エジプトではスメンデスと言う名の男が新たに権力を握ってラムセス11世と並び立ち、やがて新たに第21王朝を開くことになる。

## 社会
新王国時代には相次ぐ対外遠征によって齎された膨大な戦利品がエジプトの社会に大きな影響を与えた。既に中王国時代のヌビアへの遠征によってエジプトに大量の金が齎されるなどしてはいたが、新王国時代になると、相次ぐ軍事的成功によって戦利品の質、量ともに中王国時代とは格段の差が生じた。この戦利品は王からの寄進という形をとって神殿へと流れ込み、エジプト各地の神殿勢力、とりわけテーベのアメン神殿はその勢力を飛躍的に拡大した。また戦争中に捕らえられた外国人は捕虜奴隷としてエジプトに連れてこられ、神殿などへ寄進された他、各種の労働に携わった。

### 土地・神殿領と王室領
各地の神殿はそれぞれ広大な耕作地を支配する土地所有者であった。第20王朝のラムセス4世時代に残された記録（ハリス・パピルス）によれば、この時代に神殿領はエジプトの全耕作地の3分の1、人口の5分の1を占めていた。更に諸神殿の間でも著しい偏在が存在し、アメン神殿を含むテーベ神殿群が占める財産の割合は全神殿の4分の3に達し、次に規模の大きいラー神殿を含むヘリオポリス神殿群にさえ大きく水をあけていた。
ハリス・パピルスに記された財産目録によれば、テーベ神殿群は86486人の奴隷、421362頭の牛、864168.25アロウラの土地、83隻の船舶、エジプトの都市56、シリア・クシュの都市9などを所有していた。第2位のヘリオポリス神殿群では奴隷12364人、牛45544頭、土地160084.75アロウラ、3隻の船舶を所有しているに過ぎない。ただし、都市に限れば103の都市を所有していた。第3位のメンフィス神殿群ではヘリオポリス神殿群のほぼ4分の1（土地は16分の1）に過ぎず、その他の地方神殿群は全て合計してもヘリオポリス神殿群の半分以下である。
この記録はアメン神殿が特に勢力を増した第20王朝時代に記録されたものであるため、アメン神殿の制御に力を注いだ第18、19王朝時代にはもう少し規模が小さかった可能性もあるが、記録が完全でないので比較が難しい。
これに対し王室領も存在した。王室領は、王の船着場領、王の農場、王のカート領、王のミン領、王の国庫領、王妃領、そしてハレム領など構成された。
史料的制約のため神殿領・王室領の時期毎の変遷や、経営の実態を明らかにすることは困難である。これらの領土は更に直営領や小作営領などに分類されている。また私有地については良くわかっていないが、小作営領を耕作する小作農民の間で、小作地として割り当てられた農地の「小作権」を世襲することで事実上土地を所有した「自由農民」が存在したことが知られる。

### 奴隷
多くの古代文明と同じくエジプトには古くから奴隷が存在した。主な奴隷供給源は戦争捕虜と奴隷貿易による購入、及び「奴隷から生まれた子供」であった。
中王国時代から第2中間期に至る時代まで、東地中海にはかなり整備された奴隷貿易網が存在していたと考えられる。中王国時代のブルックリン・パピルスと呼ばれる文書に記された奴隷リストによれば、奴隷を構成するのは主にシリア・パレスチナ地方のアジア人奴隷とエジプト人奴隷であった。中でもアジア人奴隷が過半数を占める。また、エジプト人奴隷は主に犯罪によってその地位に落とされたと考えられ、債務奴隷は皆無である。このリストに載せられた奴隷のうち女性の占める割合が高いことから、戦争捕虜による奴隷はほとんど含まれていないと考えられている。他の史料からヌビア人奴隷や黒人奴隷の存在も知られているが、例外的な部類に属しあまり数は多くない。
新王国時代に入るとその帝国的拡張の影響を受けて俄かに捕虜奴隷が増加した。新王国時代最も領土を拡張したトトメス3世の17回に及ぶ遠征では、記録の残るものだけで総計8231人以上、現代の学者による推計では15000人余りの捕虜・奴隷を得ている。続くアメンヘテプ2世は治世2年に行った遠征でシェメシュエドム、オロンテス、イカチなどの戦闘で貴族550人以上、その妻子240人以上、カナン人640人、王子232人、王女323人、首長の女歌手270人を捕虜とし、治世9年の遠征ではハビル、ベドウィンなど合計101128人を捕獲したと記録に残っている。記録を残していない王も多いが、大半の遠征で捕虜が獲得されたであろうことは想像に難くない。
こうして鹵獲された捕虜は主に、国有奴隷として国有地に集団で移住させられるか、政府高官及び勲功ある家臣に対する恩賞として与えられ、また神殿に対する寄進として各地の神殿、特にテーベのアメン神殿に送られた。
また新王国時代後半になると特筆すべき変化が起きた。第2中間期以前にはほぼ見られなかった債務奴隷（債務返済の手段として奴隷となる）が登場するのである。新王国以前のエジプト奴隷制において債務奴隷が存在しないというのは大きな特徴であり、その主たる原因が商業の未発達によるものであるという見解は広く支持されている。従ってその債務奴隷が出現したということは、新王国時代後半における商業資本の発達を意味すると考えられる。事実債務奴隷が登場する時代に初めてエジプト語に「商人」を意味する単語も登場するのである。
もっとも、新王国時代の奴隷の増加があっても人口、生産活動に占める奴隷の割合は低く、一部の特殊技能者を除けばエジプトにおける奴隷労働の役割は補助的なものに過ぎなかったと考えられている。その業務内容もいわゆる「自由民」と差があるものではなく、ほとんど全ての賦役が奴隷労働の対象となりえた。奴隷の地位、労働の苛酷さは職業や所有者の個性によって千差万別であり、「自由民」の男性と結婚して解放された女奴隷や、所有者から事実上の家族として扱われ、養子縁組を行って「自由民」となり財産の相続を受けた例さえ知られる一方、国有奴隷や神殿所有の奴隷の中で農業労働に携わった人々の生活は苛酷であったらしく、しばしば逃亡者を出している。当時農夫（イフウティ）とは奴隷、非奴隷を問わず農業労働に従事する職業の人を指す呼称であったが、「罪人を農夫とする」というような脅し文句がしばしば使われるほど苛酷な労役であった。

### 軍人
第2中間期のヒクソスの支配を経てシリア・パレスチナ地方との関係が深まり、またヌビア地方へも遠征が行われて広大な異国の地を支配に置くに至った新王国では、これらの維持のためにこれまでに無い規模の遠征が繰り返された。このために常備軍の存在が要求され、遂に軍人が一つの社会層を形成するようになった。
古くより書記が社会の指導層にあったエジプトでは、書記になることは「小人」から「大人」への道であると言われ、書記を養成するための学校ではいかに書記が他の職業に勝った存在であるかが生徒に叩き込まれた。しかし新王国時代の相次ぐ軍事遠征は、軍人から「大人」として上流階級に登る人々を出現させた。特に遠征に参加すれば戦利品の分配に預かる機会もあり、また勲功を立てて王に認められることもあった。このため厳しい勉学に始まる書記よりも手っ取り早く成功できる可能性のあった軍に進んで参加するものもあった。
だが、こうした軍人の社会進出はそもそも指導層を形成していた書記達には不快感を与えたようである。というのもエジプトでは伝統的に軍人の社会的地位が低かったためである。当時軍人の生活は書記の生活よりも恵まれているという意見を述べた人に対し、いかに軍人の生活が辛く惨めで危険に満ちているかを述べて考えを撤回するように諭す文書が発見されており、軍人の比重が高まることに対する嫌悪が強かった痕跡が見られる。
結局こうした書記側の意見の方が優勢となっていき、新王国時代も後半になるにつれ軍人蔑視の風潮は再び強まり、進んで軍人となるエジプト人の数も減少していった。これには当時のオリエントの中でも外国への移住、移動を好まなかったエジプト人一般の傾向が影響したのかもしれない。このため、新王国時代後半の軍隊では従来補助兵力でしかなかった外国人傭兵が主力の座を占めるようになった。この外国人傭兵は報酬と引き換えに傭兵となる場合もあれば、もともと捕虜として捕獲された人々であった場合もあるが、エジプト国内に土地を与えられて家族とともに定住した。
シリアやヌビアなど周辺諸地域を支配下においていたエジプトにとって、蔑視されているにもかかわらず軍人は必要不可欠な存在であり、軍人出身の有力者は輩出され続けていた。このため王の側近にも外国人傭兵出身者が占める割合が増えていき、その勢力は無視できないものとなっていった。やがて第3中間期、或いは末期王朝時代になると、こうした外国人傭兵であったリビア人の子孫が王朝を開くことになるのである（第22王朝）。

## 文化
新王国は古代エジプトが最大の勢力範囲、経済力を持った時代であったため、多様な文化が花開いた。以下、大まかに概観する。

### 王家の谷
詳細は王家の谷を参照。
古代エジプトの王達は、来世への復活を万全のものとし自らの権威を示すために巨大な王墓を造営していた。新王国時代、第18王朝の王トトメス1世の頃にテーベ西側の涸れ谷に初めて王墓が造営されて以降、歴代の王達がこの地で次々に王墓を造営した。これが王家の谷である。第2中間期、第17王朝時代の王墓がメル墓(小ピラミッド墓）であったのに対し、第18王朝に入ると王墓の形式は変化した。葬祭殿と王墓が分離し、谷を掘って作る岩窟墓になったのである。
トトメス1世の時代に王家の谷に墓を造営した初期の責任者であった高官イネニの墓に残された石碑には以下のようにある。
「わたしは陛下の墓を掘る作業を指揮した。自分ひとりで、見られることもなく、聞かれることもなく。」
この碑文は王家の谷についての研究で頻繁に引用され、従来王家の谷の王墓建設が秘密裏に実行されたことを示していると解釈されてきた。しかし20世紀半ば過ぎにはニムスなどの研究者によって、これは秘密裏に実行したことを示すのではなく、監督権限がイネニのみにあったことを示すものであるという解釈が提出され、支持を得ている。

### 巨大建築

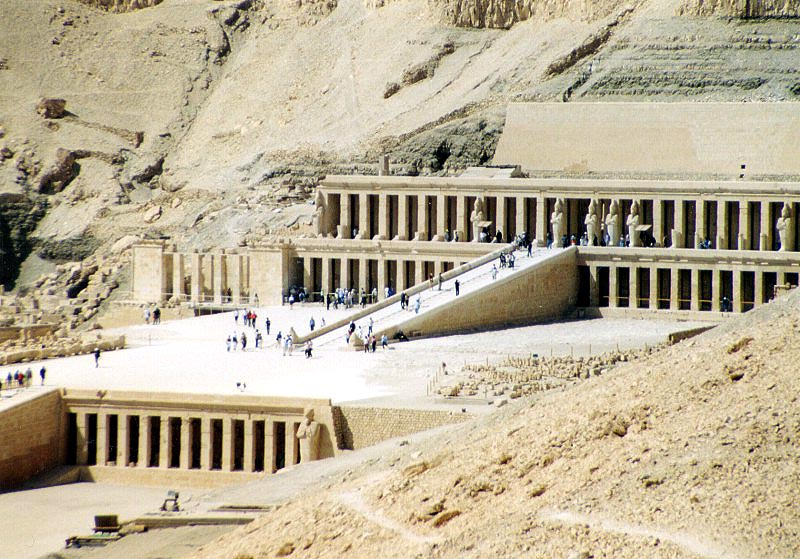
ハトシェプスト女王葬祭殿。古代エジプトを代表する建造物の1つ。

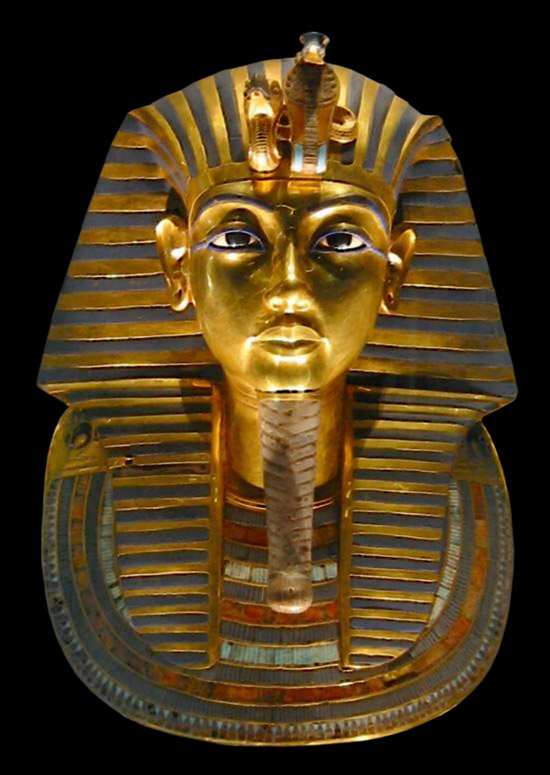
トゥトアンクアメン（ツタンカーメン）の黄金のマスク。

新王国時代の大規模建築は数多く現存している。以下に歴代の王が行った建築活動のうち代表的なものを列挙する。
ハトシェプスト
ハトシェプストは女王としては初めてエジプトの実質的な統治権を握った人物であった。彼女はデイル・アル＝ハバリにあるメンチュヘテプ2世王墓の真横に巨大な葬祭殿を建設させた。
トトメス3世
トトメス3世は「古代エジプトのナポレオン」とも評される征服王であった。彼はテーベのアメン神殿に第6塔門、4本のオベリスクなどを建設し、ヘリオポリスにも2本のオベリスクを建てた。トトメス3世が行った多くの建設事業は宰相レクミラによって監督されたと考えられている。
アメンヘテプ3世
第18王朝が最も繁栄した時代を統治したアメンヘテプ3世は空前の規模の建築活動を行った。取り分け重要なのはテーベのそばに作られたマルカタ王宮である。王宮は南宮殿、中宮殿、北宮殿からなり、その北にはアメン神殿が建てられた。また王宮にはビルカト・ハーブと呼ばれる長さ3km、幅900mにわたる人造湖が作られ、ナイル川と結ばれて港湾施設となっていた。
アメンヘテプ4世（アクエンアテン）
アテン信仰を追求し、他の神の排除を行ったアメンヘテプ4世の時代にはアテンのための新都アケトアテンが建設された。これは現在アマルナと呼ばれており、ここから発見された多数の外交書簡などは古代史の解明に大きな役割を果たしている。また彼の治世にはアマルナ美術と呼ばれる新しい芸術様式が普及した。
トゥトアンクアメン（ツタンカーメン）
トゥトアンクアメン自体はそれほど目立つ王ではないが、ほとんど無傷で発見された彼の王墓から豪華な副葬品が出土し、古代エジプトの美術品の中でも最高水準のものを現代に伝えた。実際には彼の王墓も2度の盗掘を受けているが、王墓が異例なほど小規模だったことと、その後の工事の際に瓦礫の下に埋まってしまったこと、更にアテン信仰に関わった王の歴史が後に抹消されたことなどが重なり、本格的な盗掘を免れた。
ラムセス2世
ラムセス2世は古代エジプト史上最大の建築活動を行った王である。エジプト各地に彼の記念建造物が残されており、代表的なものとしてはヌビアに建設されたアブ・シンベル神殿やテーベに建てられたラムセス2世葬祭殿（ラメセウム）が挙げられる。
ラムセス3世
最後の偉大な王とも言われるラムセス3世が建設したラムセス3世葬祭殿（マディーナト・ハブ神殿）は「海の民」に関する記録が碑文に刻まれていることから重要である。壁面にはラムセス2世の葬祭殿から複写された戦勝記念碑文などが記載されている。

### アマルナ美術

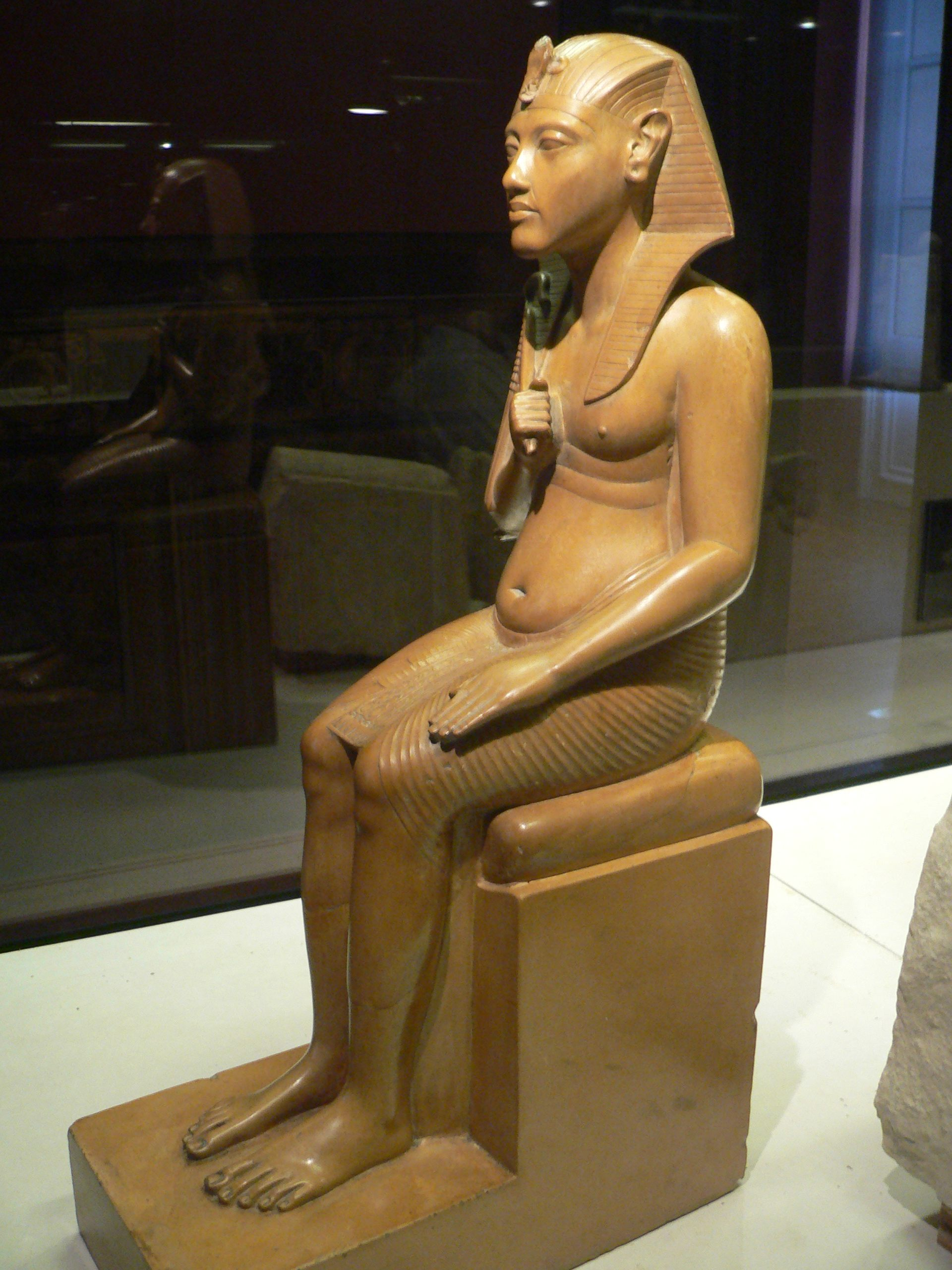
アメンヘテプ4世（アクエンアテン）王像。弛んだ身体の表現が目立つ。ルーブル美術館収蔵。

アメンヘテプ4世（アクエンアテン）によるアテン信仰の追求は、古い芸術様式の否定と新しい美の基準を生み出した。これには王自身の意向が強く働いていたと思われ、当時の宮廷彫刻家ベクは、宮廷彫刻家とは「見た通りに表現するものである」と王から命ぜられたと言う。

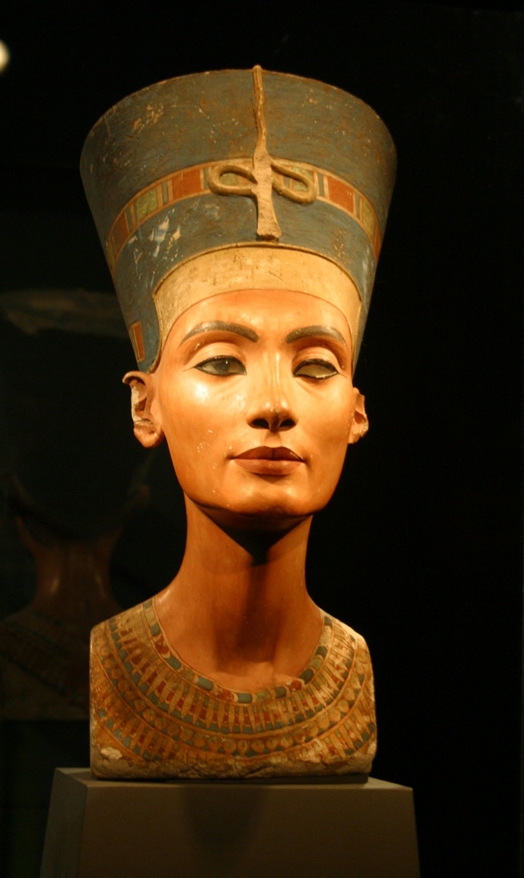
アメンヘテプ4世（アクエンアテン）王妃ネフェルティティの胸像。写実性の高いこの作品はアマルナ美術の代表作である。

こうして生み出されたアマルナ美術の特徴はリアリズムにある。特に王像の表現における変化は顕著で、それまでの理想的な姿を描いた王像と異なり、アクエンアテンの王像は細長い手足、垂れた胸、突き出た腹を持つ醜悪な外見をしている。やがてこの王の体型が新しい基準となり、他の人物像もこれによくにた体型で表現されるようになった。
神像表現も変化した。アテン神は従来一般的であった人型の神、或いは獣面人身の表現をされず、太陽を示す円盤から多数の手が差し伸べられるという新しい図像で表現された。これは全ての人に手を差し伸べると言うアテン神の性質を表すために生み出された表現である。
こうしたアマルナ美術は、類型化、理想化の傾向が強かったエジプト美術に新しい息吹を吹き込み、その後の美術に少なからぬ影響を残した。

## 国外支配地の経営

### シリア
新王国時代のエジプトを特徴付けるのがシリア地方の支配である。第18王朝最初の王、イアフメス1世がヒクソスの支配権を引き継ぐという大義名分の下にこの地域に進出して以来、新王国時代を通じてシリア地方の情勢はエジプト王の主要な関心事であった。当時シリア地方には無数の小王国が分立していた。代表的なものを挙げればハラブ（アレッポ）、ウガリト、アララハ、アムル、エブラ、カトナ、カデシュ、グブラ（ビブロス）、ダマスカス、ウルサリム（エルサレム）などである。エジプトのシリア支配は基本的にはこれらの諸王国に対し宗主権を認めさせ、一定額の貢納及び軍役を負わせることで支配を確立するものであった。この点については同じようにシリアの支配を目指したヒッタイトやミタンニも基本的に変わらない。エジプト、ヒッタイト、ミタンニの各国はシリアの支配権をめぐって激しく対立した。
エジプトのシリア支配に転機が訪れたのはトトメス3世による遠征の時である。トトメス3世は17回に及ぶ遠征の際、征服した各地の王国から長子をエジプトに連れ帰り、テーベでエジプト式の教育を受けさせることとした。更にシリア地方に監督官（北の異国の長）をおいて現地の諸王国を管理させたが、後に以下の3つの州にわけられた。
1. カナン州（州都ガザ）
2. ウピ州（州都クミディ)
3. アムル州（州都シュミラ)

州都にはエジプトの監督官が駐屯したが、その居住地は現地の領主達の館があった土地ではなく、政治的には「中立」の土地が選ばれた。この支配はしばしば植民地支配とも呼ばれるが、駐屯するエジプト人は軍人を含めても少なく、シリアへのエジプト人の移住はほとんど見られなかった。
シリア地方の諸王国は基本的に自立の気風が強く、ことあるごとに反エジプト政策を展開した。ヒッタイトやミタンニの支配下にある諸王国も同じように反宗主国の活動を頻繁に行い、他の大国の勢力を導きいれようとしたため、シリアをめぐる戦争は大抵の場合、敵の支配下にある国の反乱と連動して攻撃をかける形で行われた。また、シリアの諸王国はお互いに対立の関係にあったため、エジプト王に対して隣国を批判し罰するように求める書簡を送ったりもしていた。
こうしたシリア地方諸国の行動を記録している史料は、アマルナ（アケトアテン）から見つかった外交書簡（アマルナ文書）やヒッタイトの記念碑文、ウガリトに残されていた外交書簡などがあるが、特にアマルナ文書によって精密に外交関係が復元できる時代をアマルナ時代と呼ぶ。さまざまな事件、戦争が記録されているが、以下にこの時代のシリア地方の動乱のうち幾つかを列挙する。
- アメンヘテプ3世の時代、アムル州でアブディ・アシルタという男が権力を握り、シミュラをも支配下においた。エジプトはこれを黙認し、彼をシミュラの役所の「保護者」としたため、アブディ・アシルタは事実上の王国を築き上げた。これに対しグブラ（ビュブロス）の王リブ・アッディがアブディ・アシルタ討伐を求めた。しかしエジプトの救援はなく、アブディ・アシルタの後継者アジルの攻撃を受けてリブ・アッディはビルタ（ベイルート）へと亡命した。
- ヒッタイト王スッピルリウマ1世はミタンニの支配下にあったハラブ（アレッポ）、カトナやアララハを攻撃し、ほとんど抵抗を受けずにこれを制圧した。カデシュ王アイタカマだけは毅然としてヒッタイトに立ち向かったものの、結局破れヒッタイトに連れ去られた。その後彼はヒッタイトの臣下としてカデシュ王に封じられた。
- アムル王アジルはヒッタイトがシリアに進軍するとその覇権を認めて傘下に入ったが、ヒッタイト軍が撤退するとエジプトの宮廷を訪れエジプトの臣下という肩書きを得て帰国した。エジプトはこれに自信を強め、ヒッタイトの支配下に収まっていたカデシュを攻撃したが、ヒッタイト側の反撃にあってエジプト軍が撃退されるとアジルは再びヒッタイトに臣従した。
- しばらく後、ウガリト王アンミスタムル2世はアムル王ベンテシナの娘を妃として娶っていたが、両国の対立に伴いアンミスタムル2世はこの娘を疎んじ、離婚した。このため両者の間に生まれていた王子ウトリシャッルマを巡って王位継承問題が生じた。しかしこのウガリト、アムル両国はともにヒッタイトの宗主権下にあったため、ヒッタイト王トゥトハリヤ4世とヒッタイトの王子でカルケミシュ王、及びシリア地方におけるヒッタイトの副王だったイニ・テシュプが離婚問題に介入し、ウトリシャッルマが王位を継承した場合と継承しなかった場合の相続の仕方を定めた。
- アムル王ベンテシナはエジプト王ラムセス2世が軍勢を率いてシリア地方へ進軍するとヒッタイトに反旗を翻してエジプト軍とともに戦った。しかしカデシュの戦いの結果エジプトの進撃が止まるとヒッタイトの手によって廃位された。

こうした記録は枚挙に暇が無いが、これだけを見ても当時のシリアを巡る混乱した情勢を見て取ることができる。ただしこれらの事件の正確な時期は必ずしも明らかではなく、時系列順に並べることができない事件も多数ある。
エジプトのシリア支配は前進と後退を繰り返したが、やがてヒッタイトとの間に平和条約が結ばれるとやや安定した。しかし前12世紀末頃の「海の民」の移動に伴ってシリア地方が再び混乱すると、実質的な支配権は後退した。そして新王国時代末期には遂にエジプトのシリア支配は終焉を迎えることになる。

### ヌビア

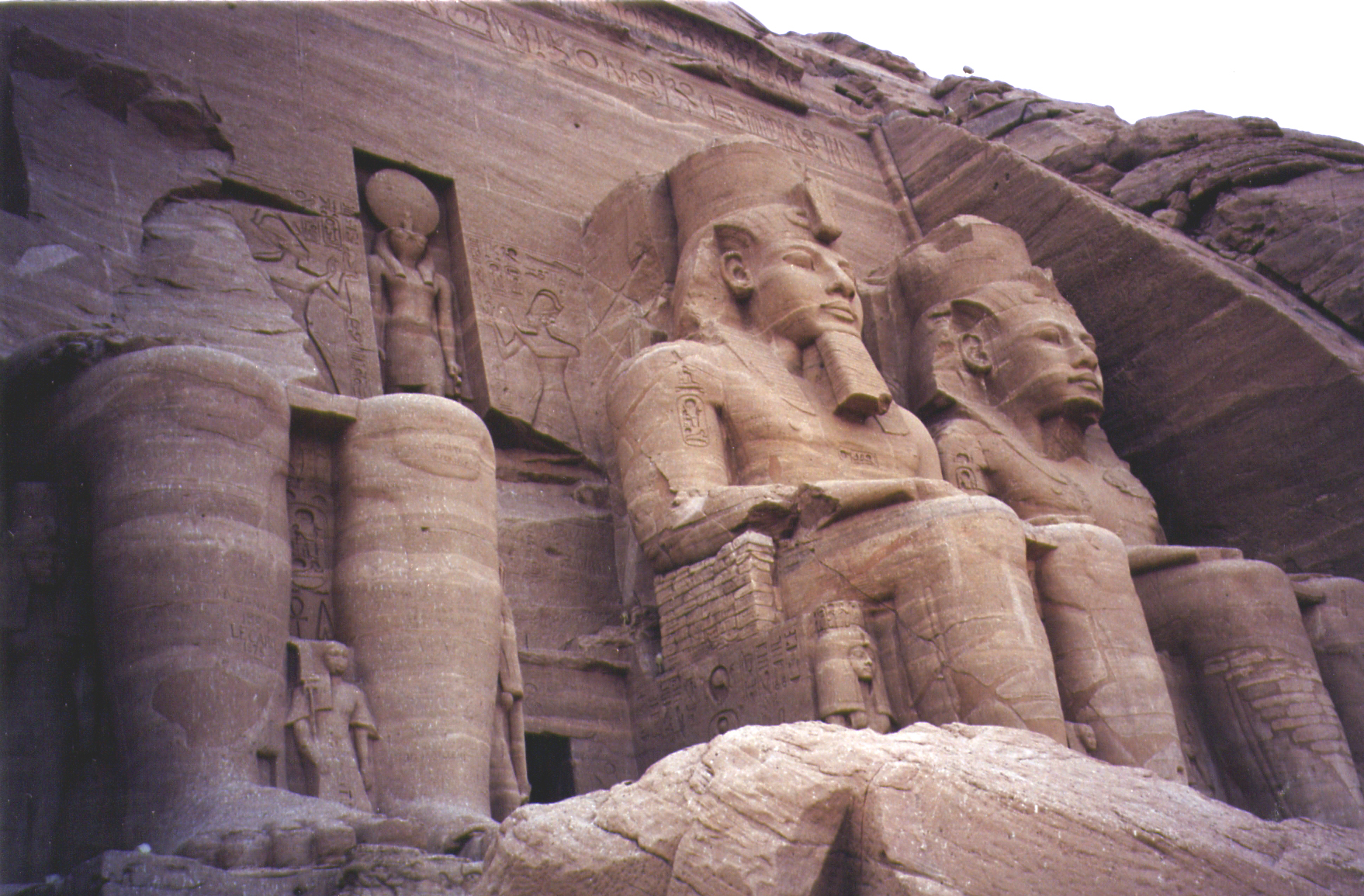
アブ・シンベル大神殿。ヌビアにラムセス2世が建設した。エジプト最大級のラムセス2世の巨像が壁面を飾る。

ナイル川上流のヌビアは既に新王国時代以前からたびたびエジプトの組織的な支配が行われていた。このためヌビア地方に対する支配はシリアのそれに対するよりはるかに安定的かつ強力であった。即ち多数の現地王国に対する宗主権の行使という形をとったシリアと異なり、ヌビアはエジプト政府の直轄支配地とされた。トトメス3世による征服の後、ヌビアはナイル川第二急湍を境に下ヌビア（ワワト）と上ヌビア（クシュ）に分割され、それぞれに副総督が設置された。そしてその上に全ヌビアを統括する総督がおかれた。このヌビア総督は大抵中央政府から派遣された人物が着任したが、時に世襲する例も見られた。
ヌビアの行政機構はエジプト本国の縮小版とも言うべきもので、大きく民生部、軍部にわけられ、その下に官僚機構が作られていた。中王国時代のセンウセルト3世などが建設した要塞が修復、改修されるとともに新規の要塞が多数作られ、ヌビア貴族の長子はシリア諸国の場合と同じようにテーベで教育を受けさせられることになっていた。
こうして万全の支配体制が敷かれたヌビアでは、シリアと異なり多数の巨大建造物が建てられた。その最も代表的なものはアブ・シンベル大神殿で、こうした建築活動が可能であったことはヌビア支配が非常に安定していたことを示す。この強力な支配の下、ヌビアではエジプト文化が急速に普及していくことになる。
ヌビアからは毎年300kgと言われる金がエジプトに納められ、エジプトには塵のように金があるとまで言われるようになった。この金はエジプト政府の主要な財源の一つとして大きく役立った。

## エジプト新王国史を題材にした文芸作品
- ミカ・ワルタリ - 『エジプト人』
- クリスチャン・ジャック - 『太陽の王ラムセス』シリーズ、『光の石の伝説』シリーズ